# Arthur Guinness (politico 1768)
Arthur Guinness II (Dublino, 12 marzo 1768 – Dublino, 9 giugno 1855) è stato un banchiere e politico irlandese.
Per evitare confusione con suo padre, viene spesso definito "il secondo Arthur Guinness" o Arthur Guinness II o Arthur II Guinness

## Biografia
Era il figlio di Arthur Guinness, fondatore della Guinness, e di sua moglie, Olivia Whitmore. Ha frequentato il White's Academy in Grafton Street, a Dublino, (ora il sito di Bewley's). Arthur iniziò a lavorare con suo padre al birrificio di St James's Gate dal 1780.
Nel 1782 suo padre aveva anche fondato i "Hibernian Mills" accanto al fiume Camac a Kilmainham per macinare la farina per la popolazione della città in espansione. Ciò era dovuto all'espansione delle esportazioni e del commercio irlandese promossi dal 1779 dal Irish Patriot Party, sostenuto dai Guinness.

## Brewery partnership
Alla morte del padre, nel gennaio del 1803, lui e i suoi fratelli Benjamin e William Lunell crearono una partnership commerciale: "AB & WL Guinness & Co, birrai e mugnai". Comprò Beaumont House da suo fratello maggiore Hosea, che era rettore della chiesa di St. Werburgh a Dublino. Nel 1808 acquistarono il loro primo motore a vapore da Boulton e Watt per il pompaggio dell'acqua.
Le vendite aumentarono da 360.936 galloni nel 1800 a 2.133.504 galloni nel 1815. Seguì un crollo, con vendite che passarono da 66.000 barili a 27.000 nel 1820.
Dalla sua ricostruzione nel 1797-99 il birrificio aveva smesso di produrre birra e si era concentrato sul porter. A partire dagli anni '20 a Dublino furono sviluppate varietà potenziate e più forti di porter noti come "Extra Superior Porter" o "Double Stout" per il commercio di esportazione in Gran Bretagna.
Sullo sfondo, il birrificio di Arthur beneficiò enormemente fino al 1830 della differenza tra la tassa sul malto riscossa in Gran Bretagna e Irlanda, allentando le sue esportazioni di valore superiore in Gran Bretagna, e così Arthur divenne più un sostenitore del sindacato.
Nel 1839 Guinness aiutò suo nipote John a fondare un birrificio di breve durata a Bristol.

## Carriera

### Carriera bancaria
A causa del dimezzamento delle vendite del birrificio (1815-1820) fino a un milione di litri l'anno, la partnership si basava sui profitti dei suoi mulini durante la depressione post-napoleonica. I mulini furono bruciati nel 1806, ricostruiti e affittati dal 1828 e furono venduti nel 1838.
Arthur si era anche interessato al settore bancario ed è stato nominato alla "Corte dell'amministrazione" della Bank of Ireland (1804-1847), diventando infine il suo governatore (1820-1822). Nel 1825, Guinness cercò invano di rimuovere la barra dai cattolici scelti come direttori della banca.
Fu anche presidente della Camera di commercio di Dublino (1826-1855), ed era membro della Ouzel Galley Society che forniva l'arbitrato nelle controversie d'affari. È stato eletto membro della Dublin Corporation, della Dublin Brewers 'Guild, e della Royal Dublin Society nel 1802. 
Come risultato del suo lavoro, fu uno dei dublinesi scelto per salutare Giorgio IV durante la sua visita in città nel 1821.

### Filantropia
Ha sostenuto, come fiduciario o sponsor, il:
- Meath Street Savings Bank;
- Catholic Association 1823–29;
- Society for Improving the Condition of the Poor;
- Hibernian Bible Society;
- Il Meath Hospital;
- Era anche un abbonato al Nelson's Pillar.

### Carriera politica
Guinness sostenne l'emancipazione cattolica almeno dal 1790, ma non la Society of United Irishmen. All'avvicinarsi alla ribellione del 1798, deplorava sia la violenza ufficiale che quella ribelle, e supponeva che la soluzione sarebbe stata l'emancipazione cattolica a il suffragio universale. Fu eletto alla Dublin Corporation dalla sua selezione come uno dei quattro membri inviati dalla Dublin Brewers 'Guild. 
Nel 1829 aiutò a raccogliere £ 30.000 per Daniel O'Connell ai tempi dell'emancipazione cattolica quando prese posto nella Camera dei Comuni. Nel maggio del 1831 parlò a una riunione in difesa di quello che divenne il Reform Act 1832.
Il suo primo sostegno a Daniel O'Connell cambiò durante le elezioni del 1837 quando Guinness votò per i conservatori e d'ora in avanti si oppose alle proposte di O'Connell. 
Durante la carestia della patata degli anni '40, Guinness chiamò suo figlio Benjamin a fare una donazione agli affamati.

## Matrimoni

### Primo Matrimonio
Sposò, il 7 maggio 1793, Anne Lee (1774-21 febbraio 1817), figlia di Benjamin Lee. Ebbero nove figli:
- William Smythe Lee-Grattan-Guinness (13 giugno 1795-21 maggio 1864), sposò Susan Guinness, ebbero sette figli;
- Arthur Lee Guinness (1797-1863);
- Benjamin Guinness (1 novembre 1798-19 marzo 1868);
- Susanna Guinness (1804-1836), sposò John Darley, ebbero una figlia;
- Mary Jane Guinness (1808-1870), sposò David Pitcairn, non ebbero figli;
- Louisa Guinness (1810-1856);
- Anne Guinness (1812-1855);
- Elizabeth Guinness (1813), sposò William Jameson, ebbero un figlio;
- Rebecca Guinness (1814-22 novembre 1870), sposò Sir Edmund Waller, ebbero due figli.

### Secondo Matrimonio
Nel 1821 sposò Maria Barker (1783-?). Non ebbero figli.

## Morte
Dal 1839 il suo terzo figlio Benjamin gestì il birrificio con la famiglia Purser, con Arthur, ormai anziano, coinvolto solo nelle decisioni più importanti. Alla morte di Guinness, Benjamin divenne l'unico proprietario dell'azienda. A sua volta, il suo terzo figlio Edward sarebbe diventato l'unico proprietario dal 1876. 
Avendo stabilito una crescita enorme nelle esportazioni, Guinness si ritirò a Torquay, con visite occasionali a Dublino. Morì nel 1855 e fu sepolto nel cimitero di Mount Jerome. Il suo patrimonio era valutato  £ 180.000.